# 902
| Calendário gregoriano                                                        | 902 CMII                                               |
| Ab urbe condita                                                              | 1655                                                   |
| Calendário arménio                                                           | 351 – 352                                              |
| Calendário bahá'í                                                            | -942 – -941                                            |
| Calendário budista                                                           | 1446                                                   |
| Calendário chinês                                                            | 3598 – 3599 Início a 12 de fevereiro (aproximadamente) |
| Calendário copta                                                             | 618 – 619                                              |
| Calendário etíope                                                            | 894 – 895                                              |
| Calendários hindus - Vikram Samvat - Calendário nacional indiano - Cáli Iuga | 957 – 958 823 – 824 4002 – 4003                        |
| Calendário Holoceno                                                          | 10902                                                  |
| Calendário islâmico                                                          | 289 – 290                                              |
| Calendário judaico                                                           | 4662 – 4663                                            |
| Calendário persa                                                             | 280 – 281                                              |
| Calendário rúnico                                                            | 1152                                                   |
| Calendário solar tailandês                                                   | 1445                                                   |

902 (CMII, na numeração romana) foi um ano comum do século X do Calendário Juliano, da Era de Cristo, teve início a uma sexta-feira e terminou também a uma sexta-feira e a sua letra dominical foi C (52 semanas).
No território que viria a ser o reino de Portugal estava em vigor a Era de César que já contava 940 anos.
| Ano completo                       |
| ---------------------------------- |
| Ano comum com início à sexta-feira |

## Eventos
- Érico, o Vermelho descobre a Groenlândia onde fundará as vilas de Gardar e Brattalid (Brattahlid).

## Nascimentos
- Carlos Constantino m. 962, foi conde de Viena.